# 2867 Штейнс
2867 Штейнс (2867 Šteins) — астероїд головного поясу, відкритий 4 листопада 1969 року.
Тіссеранів параметр щодо Юпітера — 3,515.
Названо на честь латвійського астронома Карліса Штейнса.